# Municipio de Flint (Míchigan)
El municipio de Flint (en inglés: Flint Township) es un municipio ubicado en el condado de Genesee en el estado estadounidense de Míchigan. En el año 2010 tenía una población de 31929 habitantes y una densidad poblacional de 524,63 personas por km².

## Geografía
El municipio de Flint se encuentra ubicado en las coordenadas 43°0′16″N 83°45′57″O / 43.00444, -83.76583. Según la Oficina del Censo de los Estados Unidos, el municipio tiene una superficie total de 60.86 km², de la cual 60.3 km² corresponden a tierra firme y (0.92%) 0.56 km² es agua.

## Demografía
Según el censo de 2010, había 31929 personas residiendo en el municipio de Flint. La densidad de población era de 524,63 hab./km². De los 31929 habitantes, el municipio de Flint estaba compuesto por el 67.96% blancos, el 25.71% eran afroamericanos, el 0.55% eran amerindios, el 1.89% eran asiáticos, el 0.02% eran isleños del Pacífico, el 0.73% eran de otras razas y el 3.14% pertenecían a dos o más razas. Del total de la población el 2.9% eran hispanos o latinos de cualquier raza.